# Critérium Internacional 2012
El Critérium Internacional 2012 se disputó entre el 24 y el 25 de marzo, sobre un trazado de 275 km divididos en 3 etapas en 2 días, en Porto-Vecchio (Córcega del Sur) y sus alrededores. 
La prueba perteneció al UCI Europe Tour 2011-2012 dentro de la categoría 2.HC (máxima categoría de estos circuitos).
La carrera tuvo un recorrido similar a la de la pasada edición; cambiando el orden de las etapas y levemente el kilómetraje, reduciendo la dureza de la etapa montañosa. A destacar que fue la primera vez que no finalizó con una contrarreloj.
El ganador final fue Cadel Evans (quien además se hizo con la etapa contrarreloj y la clasificación por puntos). Le acompañaron en el podio Pierrick Fédrigo (vencedor de la etapa montañosa) y Michael Rogers (segundo en la contrarreloj con el mismo tiempo que Evans), respectivamente.
En las otras clasificaciones secundarias se impusieron Matteo Montaguti (montaña), Cyril Gautier (jóvenes) y Sky (equipos).

## Equipos participantes
Tomaron parte en la carrera 16 equipos: 7 de categoría UCI ProTeam; 7 de categoría Profesional Continental; y 2 franceses de categoría Continental. Formando así un pelotón de 123 ciclistas, con 8 corredores cada equipo (excepto el BMC Racing, Cofidis, le Crédit en Ligne y FDJ-Big Mat que salieron con 7 y el Sky que salió con 6), de los que acabaron 104. Los equipos participantes fueron:
| Equipo                      | Cód. UCI | Categoría               |
| --------------------------- | -------- | ----------------------- |
| RadioShack-Nissan           | RNT      | UCI ProTeam             |
| BMC Racing Team             | BMC      | UCI ProTeam             |
| Cofidis, le Crédit en Ligne | COF      | Profesional Continental |
| Sky Procycling              | SKY      | UCI ProTeam             |
| FDJ-Big Mat                 | FDJ      | UCI ProTeam             |
| Garmin-Barracuda            | GRM      | UCI ProTeam             |
| Ag2r La Mondiale            | AG2      | UCI ProTeam             |
| Euskaltel-Euskadi           | EUS      | UCI ProTeam             |
| Team Europcar               | EUC      | Profesional Continental |
| Colombia-Coldeportes        | COL      | Profesional Continental |
| Saur-Sojasun                | SAU      | Profesional Continental |
| Project 1t4i                | PRO      | Profesional Continental |
| Bretagne-Schuller           | BSC      | Profesional Continental |
| Team Type 1-Sanofi          | TT1      | Profesional Continental |
| La Pomme Marseille          | LPM      | Continental             |
| Auber 93                    | AUB      | Continental             |

## Etapas
| Etapa | Fecha       | Recorrido                       | km        | Ganador          | Líder          |
| ----- | ----------- | ------------------------------- | --------- | ---------------- | -------------- |
| 1.ª   | 24 de marzo | Porto-Vecchio-Porto-Vecchio     | 89,5      | Florian Vachon   | Florian Vachon |
| 2.ª   | 24 de marzo | Porto-Vecchio-Porto-Vecchio     | 6,5 (CRI) | Cadel Evans      | Cadel Evans    |
| 3.ª   | 25 de marzo | Porto-Vecchio-Col de l’Ospedale | 179       | Pierrick Fédrigo | Cadel Evans    |

## Clasificaciones finales

### Clasificación general
| Posición | Ciclista             | Equipo            | Tiempo     |
| -------- | -------------------- | ----------------- | ---------- |
|          | Cadel Evans          | BMC Racing        | 7H 03' 43" |
| 2        | Pierrick Fédrigo     | FDJ-Big Mat       | + 8"       |
| 3        | Michael Rogers       | Sky               | m.t.       |
| 4        | Lars Petter Nordhaug | Sky               | + 9"       |
| 5        | Rinaldo Nocentini    | Ag2r La Mondiale  | m.t.       |
| 6        | Maxime Monfort       | Radioshack-Nissan | + 23"      |
| 7        | Igor Antón           | Euskaltel-Euskadi | + 38"      |
| 8        | Thomas Lovkvist      | Sky               | + 42"      |
| 9        | Hubert Dupont        | Ag2r La Mondiale  | + 47"      |
| 10       | Christophe Riblon    | Ag2r La Mondiale  | + 1' 11"   |

#### Clasificación por puntos
| Posición | Ciclista         | Equipo            | Puntos |
| -------- | ---------------- | ----------------- | ------ |
|          | Cadel Evans      | BMC Racing        | 23     |
| 2        | Simon Geschke    | Project 1t4i      | 18     |
| 3        | Michael Rogers   | Sky               | 16     |
| 4        | Pierrick Fédrigo | FDJ-Big Mat       | 15     |
| 5        | Florian Vachon   | Bretagne-Schuller | 15     |

#### Clasificación de la montaña
| Posición | Ciclista          | Equipo            | Puntos |
| -------- | ----------------- | ----------------- | ------ |
|          | Matteo Montaguti  | Ag2r La Mondiale  | 24     |
| 2        | George Bennett    | RadioShack-Nissan | 12     |
| 3        | Pierrick Fédrigo  | FDJ-Big Mat       | 6      |
| 4        | Julien Berard     | Ag2r La Mondiale  | 6      |
| 5        | Rinaldo Nocentini | Ag2r La Mondiale  | 4      |

#### Clasificación de los jóvenes
| Posición | Ciclista          | Equipo               | Puntos     |
| -------- | ----------------- | -------------------- | ---------- |
|          | Cyril Gautier     | Europcar             | 7h 05' 12" |
| 2        | Alexandre Geniez  | Project 1t4i         | + 4"       |
| 3        | Darwin Atapuma    | Colombia-Coldeportes | + 1' 43"   |
| 4        | Davide Malacarne  | Europcar             | + 2' 02"   |
| 5        | Dimitri Le Boulch | Auber 93             | + 2' 27"   |

#### Clasificación por equipos
| Posición | Equipo            | Tiempo      |
| -------- | ----------------- | ----------- |
|          | Sky               | 21h 12' 07" |
| 2        | Ag2r La Mondiale  | + 9"        |
| 3        | BMC Racing        | + 3' 34"    |
| 4        | Euskaltel-Euskadi | + 4' 49"    |
| 5        | FDJ-Big Mat       | + 5' 44"    |